# Jessica Hecht
Jessica Anne Hecht (Princeton, 28 giugno 1965) è un'attrice statunitense.

## Biografia
Nata a Princeton, nel New Jersey, in una famiglia ebraica ashkenazita, figlia di Richard, un fisico, e Lenore Hecht, una psicoterapeuta, divorziati quand'era ancora una ragazzina, cresce a Bloomfield (nel Connecticut), dove si era stabilita con la famiglia all'età di 3 anni. Terminato il ciclo di studi regolare si laurea, dopo aver frequentato per un anno e mezzo il Connecticut College, presso l'Università di New York nel 1987, conseguendo un BFA in arti drammatiche alla Tisch School of the Arts della NYU. È sposata dal 1995 con l'attore Adam Bernstein da cui ha avuto due figli: Stella Rose (2000) e Carlo (2002).
Attiva perlopiù in ambito televisivo, esordisce nel 1994 recitando in un episodio della serie Lois & Clark - Le nuove avventure di Superman, con Teri Hatcher e Dean Cain nel ruolo dei personaggi eponimi. Nello stesso anno figura anche in un episodio di Seinfeld e Cinque in famiglia ed ottiene inoltre il ruolo ricorrente di Susan Bunch, la compagna dell'ex moglie - scopertasi lesbica - di Ross Geller (interpretato da David Schwimmer), nella celeberrima sitcom Friends. Tra il 1995 e il 1996 ricopre uno dei ruoli principali nella sitcom di breve vita The Single Guy, con protagonista Jonathan Silverman. La sua carriera prosegue prolifica nel corso degli anni novanta, duemila e duemiladieci, durante cui figura con piccole parti in serie come Law & Order - Unità vittime speciali, Homicide, Law & Order: Criminal Intent, E.R. - Medici in prima linea, The Good Wife, Bored to Death - Investigatore per noia (in cui interpreta il ruolo ricorrente della dr.ssa Donna Kenwood per 3 episodi), Nurse Jackie - Terapia d'urto, Person of Interest, Jessica Jones e Blindspot. Tra le interpretazioni per cui è maggiormente nota, vi sono quella di Gretchen Schwartz, cofondatrice della Gray Matter ed ex fiamma di Walter White (Bryan Cranston), in Breaking Bad e di Rebecca Horowitz in Red Oaks.
Sul grande schermo ha preso parte, tra gli altri, al film Salvare la faccia (2004) di Alice Wu, Sideways - In viaggio con Jack (2004) di Alexander Payne, a fianco di Paul Giamatti, Thomas Haden Church e Virginia Madsen, The Forgotten (2004), con Julianne Moore, Basta che funzioni (2009) di Woody Allen, J. Edgar (2011) di Clint Eastwood e con protagonista Leonardo DiCaprio, in cui impersona la pensatrice anarchica Emma Goldman, e Lo spaventapassere (2011) con Jonah Hill.

## Filmografia parziale

### Cinema
- Scalciando e strillando (Kicking and Screaming), regia di Noah Baumbach (1995)
- Jump, regia di Justin McCarthy (1999)
- Sideways - In viaggio con Jack (Sideways), regia di Alexander Payne (2004)
- The Forgotten, regia di Joseph Ruben (2004)
- L'amore secondo Dan (Dan in Real Life), regia di Peter Hedges (2007)
- Basta che funzioni (Whatever Works), regia di Woody Allen (2009)
- Fair Game - Caccia alla spia (Fair Game), regia di Doug Liman (2010)
- My Soul to Take - Il cacciatore di anime (My Soul to Take), regia di Wes Craven (2010)
- J. Edgar, regia di Clint Eastwood (2011)
- Lo spaventapassere (The Sitter), regia di David Gordon Green (2011)
- The Magic of Belle Isle, regia di Rob Reiner (2012)
- The English Teacher, regia di Craig Zisk (2013)
- Anesthesia, regia di Tim Blake Nelson (2015)
- Write When You Get Work, regia di Stacy Cochran (2018)
- Un amico straordinario (A Beautiful Day in the Neighborhood), regia di Marielle Heller (2019)
- Eleanor the Great, regia di Scarlett Johansson (2025)

### Televisione
- Friends – serie TV, 12 episodi (1994-2000)
- Seinfeld – serie TV, episodio 6x05-6x06 (1994)
- Law & Order - Unità vittime speciali (Law & Order: Special Victims Unit) – serie TV, episodi 1x07-14x07 (1999, 2012)
- What About Joan – serie TV, 13 episodi (2001)
- Law & Order: Criminal Intent – serie TV, episodio 3x01 (2003)
- E.R. - Medici in prima linea (ER) – serie TV, episodi 12x03-12x05 (2005)
- Breaking Bad – serie TV, 5 episodi (2008-2009, 2013)
- Law & Order - I due volti della giustizia (Law & Order) – serie TV, episodio 19x08 (2009)
- The Good Wife – serie TV, episodio 1x11 (2010)
- Medium – serie TV, episodio 7x02 (2010)
- CSI - Scena del crimine (CSI: Crime Scene Investigation) – serie TV, episodio 11x06 (2010)
- Bored to Death - Investigatore per noia (Bored to Death) – serie TV, episodi 2x02-2x03-2x06 (2010)
- Elementary – serie TV, episodio 1x14 (2012)
- Person of Interest – serie TV, episodi 3x10-4x06-4x18 (2013-2015)
- Jessica Jones – serie TV, episodio 1x04 (2012)
- Red Oaks – serie TV, 10 episodi (2016-2017)
- Succession – serie TV, episodi 2x03-2x04 (2019)
- Special – serie TV, 16 episodi (2019-2021)
- Dickinson – serie TV, 4 episodi (2019-2021)
- The Sinner – serie TV, 7 episodi (2020)
- The Boys – serie TV, 5 episodi (2020)

## Doppiatrici italiane
Nelle versioni in italiano delle opere in cui ha recitato, Jessica Hect è stata doppiata da:
- Tiziana Avarista in The Forgotten, L'amore secondo Dan, Basta che funzioni, The Boys
- Roberta Paladini in Lo spaventapassere, Law & Order - Unità vittime speciali (ep.14x07), The Sinner
- Antonella Baldini in E.R. - Medici in prima linea, Quantico
- Silvia Tognoloni in Friends
- Daniela Calò in Law & Order - Unità vittime speciali (ep. 1x07)
- Roberta Gasparetti in The English Teacher
- Loredana Nicosia in Law & Order - Criminal Intent
- Almerica Schiavo in Sideways - In viaggio con Jack
- Sabrina Duranti in Breaking Bad
- Francesca Fiorentini in Fair Game - Caccia alla spia
- Elena Bianca in J. Edgar
- Elena Canone in Anesthesia
- Isabella Pasanisi in CSI - Scena del crimine
- Antonella Giannini in Person of Interest (ep. 3x10)
- Irene Di Valmo in Red Oaks
- Paola Majano in Succession
- Alessandra Korompay in The Affair - Una relazione pericolosa
- Giò-Giò Rapattoni in Super Pumped